# Galerina subochracea
Galerina subochracea är en svampart som beskrevs av A.H. Sm. 1953. Galerina subochracea ingår i släktet Galerina och familjen Strophariaceae.   Inga underarter finns listade i Catalogue of Life.